# Universidad Marshall
La Universidad Marshall (Marshall University en inglés) es una universidad pública ubicada en Huntington, Virginia Occidental (Estados Unidos). Su nombre rinde homenaje a John Marshall, el cuarto presidente de la Corte Suprema de los Estados Unidos.

## Historia
Se fundó en 1837 y el 30 de marzo de 1838 fue reconocida por la Asamblea General de Virginia con el nombre de Marshall Academy. En 1858 cambió de denominación a Marshall College y en 1961 a Universidad Marshall.

## Centros docentes
Marshall tiene nueve facultades de pregrado:
- College of Business
- College of Education and Professional Development
- College of Arts and Media
- College of Health Professions
- Honors College
- College of Information Technology and Engineering
- College of Liberal Arts
- College of Science
- University College

y tres facultades y escuelas de postgrado:
- Graduate College
- School of Pharmacy
- Joan C. Edwards School of Medicine

## Deportes
Sus equipos deportivos compiten en la Sun Belt Conference de la División I de la NCAA.
El accidente de avión en el que murieron todos los miembros de su equipo de fútbol americano en 1970 ha sido objeto de varias películas cinematográficas como Marshall University: Ashes to Glory y We Are Marshall.